# Halowe Mistrzostwa Świata w Lekkoatletyce 1995 – bieg na 60 m przez płotki mężczyzn
Bieg na 60 m przez płotki mężczyzn – jedna z konkurencji rozgrywanych podczas halowych mistrzostw świata w lekkoatletyce w 1995. Eliminacje i półfinały miały miejsce 11 marca, finał zaś odbył się 12 marca.
Udział w tej konkurencji brało 42 zawodników z 33 państw. Zawody wygrał reprezentant Stanów Zjednoczonych Allen Johnson. Drugą pozycję zajął zawodnik także z USA Courtney Hawkins, trzecią zaś reprezentujący Wielką Brytanię Tony Jarrett.

## Wyniki

### Eliminacje
Bieg 1
| Miejsce | Zawodnik             | Państwo  | Wynik | Uwagi |
| ------- | -------------------- | -------- | ----- | ----- |
| 1.      | Li Tong              | Chiny    | 7,66  |       |
| 2.      | Jewgienij Pieszonkin | Rosja    | 7,75  |       |
| 3.      | Emilio Valle         | Kuba     | 7,76  |       |
| 4.      | Ronald Mehlich       | Polska   | 7,79  |       |
| 5.      | Gaute Gundersen      | Norwegia | 7,85  |       |
| 6.      | Sébastien Thibault   | Francja  | 7,86  |       |
| 7.      | Johan Lisabeth       | Belgia   | 7,88  |       |

Bieg 2
| Miejsce | Zawodnik       | Państwo             | Wynik | Uwagi |
| ------- | -------------- | ------------------- | ----- | ----- |
| 1.      | Frank Busemann | Niemcy              | 7,67  |       |
| 2.      | Antonio Lanau  | Hiszpania           | 7,78  |       |
| 3.      | Igors Kazanovs | Łotwa               | 7,80  |       |
| 4.      | Jiří Hudec     | Czechy              | 7,84  |       |
| 5.      | Chen Yanhao    | Chiny               | 7,91  |       |
| –       | Mohamed Amin   | Pakistan            | DNS   |       |
| –       | Robert Tupuhoé | Polinezja Francuska | DNS   |       |

Bieg 3
| Miejsce | Zawodnik         | Państwo           | Wynik | Uwagi |
| ------- | ---------------- | ----------------- | ----- | ----- |
| 1.      | Allen Johnson    | Stany Zjednoczone | 7,66  |       |
| 2.      | Gheorghe Boroi   | Rumunia           | 7,73  |       |
| 3.      | Tim Kroeker      | Kanada            | 7,89  |       |
| 4.      | Miguel Soto      | Portoryko         | 7,96  |       |
| 5.      | Hakim Mazou      | Kongo             | 8,07  |       |
| –       | Thomas Kearns    | Irlandia          | DNS   |       |
| –       | Modesto Castillo | Dominikana        | DNS   |       |

Bieg 4
| Miejsce | Zawodnik            | Państwo         | Wynik | Uwagi |
| ------- | ------------------- | --------------- | ----- | ----- |
| 1.      | Mark McKoy          | Austria         | 7,67  |       |
| 2.      | Jyrki Kähkonen      | Finlandia       | 7,75  |       |
| 3.      | Sven Göhler         | Niemcy          | 7,80  |       |
| 4.      | Carlos Sala         | Hiszpania       | 7,82  |       |
| 5.      | Aleksander Jenko    | Mołdawia        | 7,97  |       |
| 6.      | Brian Taylor        | Wielka Brytania | 8,00  |       |
| 7.      | Jewgienij Szorochow | Kirgistan       | 8,10  |       |

Bieg 5
| Miejsce | Zawodnik             | Państwo           | Wynik | Uwagi |
| ------- | -------------------- | ----------------- | ----- | ----- |
| 1.      | Courtney Hawkins     | Stany Zjednoczone | 7,62  |       |
| 2.      | Erik Batte           | Kuba              | 7,74  |       |
| 3.      | Igor Kováč           | Słowacja          | 7,75  |       |
| 4.      | Niklas Eriksson      | Szwecja           | 7,88  |       |
| 5.      | Christian Maislinger | Austria           | 7,96  |       |
| 6.      | Nur Herman Majid     | Malezja           | 8,03  |       |
| –       | William Fong         | Samoa             | DSQ   |       |

Bieg 6
| Miejsce | Zawodnik             | Państwo         | Wynik | Uwagi |
| ------- | -------------------- | --------------- | ----- | ----- |
| 1.      | Tony Jarrett         | Wielka Brytania | 7,58  |       |
| 2.      | Antti Haapakoski     | Finlandia       | 7,65  |       |
| 3.      | Kyle Vander-Kuyp     | Australia       | 7,74  |       |
| 4.      | Artur Kohutek        | Polska          | 7,84  |       |
| 5.      | Wagner Marseille     | Haiti           | 7,92  |       |
| 6.      | Jonathan N'Senga     | Belgia          | 7,93  |       |
| 7.      | Mohamed Sami Mohamed | Egipt           | 8,09  |       |

### Półfinały
Bieg 1
| Miejsce | Zawodnik         | Państwo           | Wynik | Uwagi |
| ------- | ---------------- | ----------------- | ----- | ----- |
| 1.      | Allen Johnson    | Stany Zjednoczone | 7,41  |       |
| 2.      | Tony Jarrett     | Wielka Brytania   | 7,46  |       |
| 3.      | Frank Busemann   | Niemcy            | 7,63  |       |
| 4.      | Kyle Vander-Kuyp | Australia         | 7,73  |       |
| 5.      | Jyrki Kähkonen   | Finlandia         | 7,73  |       |
| 6.      | Erik Batte       | Kuba              | 7,83  |       |
| 7.      | Ronald Mehlich   | Polska            | 7,84  |       |
| 8.      | Gheorghe Boroi   | Rumunia           | 7,89  |       |

Bieg 2
| Miejsce | Zawodnik             | Państwo           | Wynik | Uwagi |
| ------- | -------------------- | ----------------- | ----- | ----- |
| 1.      | Mark McKoy           | Austria           | 7,46  |       |
| 2.      | Courtney Hawkins     | Stany Zjednoczone | 7,46  |       |
| 3.      | Emilio Valle         | Kuba              | 7,61  |       |
| 4.      | Antti Haapakoski     | Finlandia         | 7,65  |       |
| 5.      | Li Tong              | Chiny             | 7,66  |       |
| 6.      | Jewgienij Pieszonkin | Rosja             | 7,72  |       |
| 7.      | Igor Kováč           | Słowacja          | 7,75  |       |
| 8.      | Antonio Lanau        | Hiszpania         | 7,79  |       |

### Finał
| Miejsce | Zawodnik         | Państwo           | Wynik | Uwagi |
| ------- | ---------------- | ----------------- | ----- | ----- |
| 01 !    | Allen Johnson    | Stany Zjednoczone | 7,39  | CR    |
| 02 !    | Courtney Hawkins | Stany Zjednoczone | 7,41  |       |
| 03 !    | Tony Jarrett     | Wielka Brytania   | 7,42  |       |
| 4.      | Mark McKoy       | Austria           | 7,46  |       |
| 5.      | Emilio Valle     | Kuba              | 7,67  |       |
| 6.      | Antti Haapakoski | Finlandia         | 7,70  |       |
| 7.      | Frank Busemann   | Niemcy            | 7,70  |       |
| 8.      | Kyle Vander-Kuyp | Australia         | 7,73  |       |